# Bloomsday

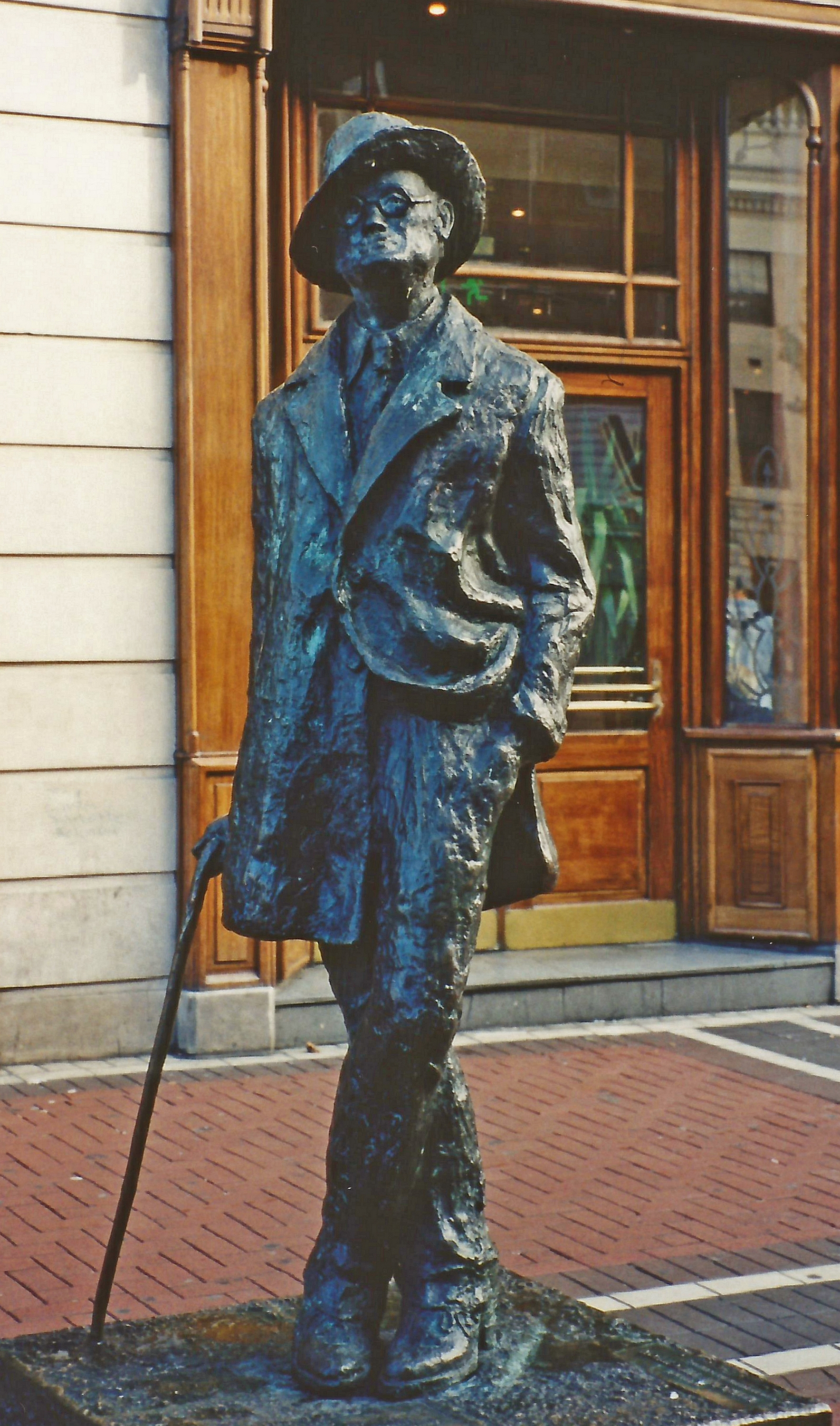
Joyce-Statue vor dem früheren „Cafe Kylemore“ an der O’Connell Street in Dublin, nahe The Spire

Der Bloomsday ist ein alljährlich am 16. Juni feierlich begangener Gedenktag, der sich auf den Ulysses, das Hauptwerk des irischen Schriftstellers James Joyce, bezieht. Namensgeber ist die Hauptfigur des Romans, Leopold Bloom.

## Der Bezug zumUlysses

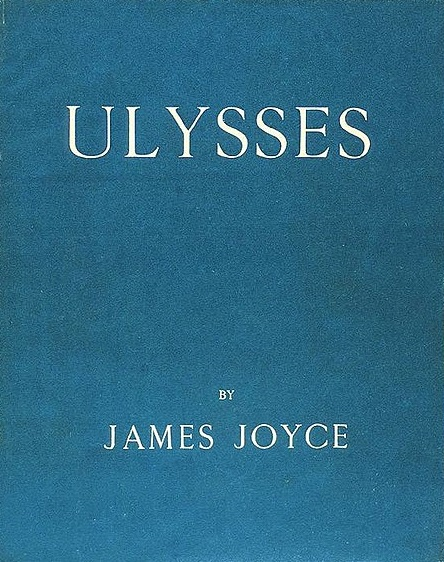
Erstausgabe des Ulysses, 1922

Der Roman Ulysses spielt in Dublin und beschreibt die Ereignisse eines einzigen Tages, des 16. Juni 1904. Am Bloomsday suchen Fans und Freunde, Leser (und Nicht-Leser) des Romans die „realen“ Orte des fiktiven Geschehens auf, an denen dessen Hauptpersonen – der Anzeigenakquisiteur Leopold Bloom und seine Frau Molly, der junge Lehrer und Schriftsteller Stephen Dedalus und andere Romanfiguren – bestimmte Dinge tun oder erleben, wie Zitronenseife in Sweny’s Shop erwerben oder ein Gorgonzola-Brot bei Davy Byrne verspeisen.
Das Datum verwendete Joyce aus einem autobiographischen Grund: Es gelang ihm an diesem Tag, seine spätere Frau Nora Barnacle das erste Mal auszuführen – zum Abendessen und zu einem Spaziergang am Strand von Sandymount. Am 14. Juni war Joyce ihr in der Nassaustreet in Dublin begegnet und tief beeindruckt. Er bat sie um ein Treffen am 15. Juni. Nora Barnacle sagte zu, erschien jedoch nicht. Joyce suchte sie – und am 16. Juni kam das Treffen zustande.
Dass an diesem Tag zudem möglicherweise etwas Sexuelles zwischen ihnen vorgefallen ist, lässt sich aus folgender Anekdote erschließen: Nora Joyce soll im Freundeskreis über den 16. Juni 1904 gesagt haben: „Das war der Tag, an dem ich einen Mann aus Jim gemacht habe!“ Manche keuscheren Überlieferungen sprechen allerdings nur von einem „ersten Kuss“.

## Historische Bloomsdays

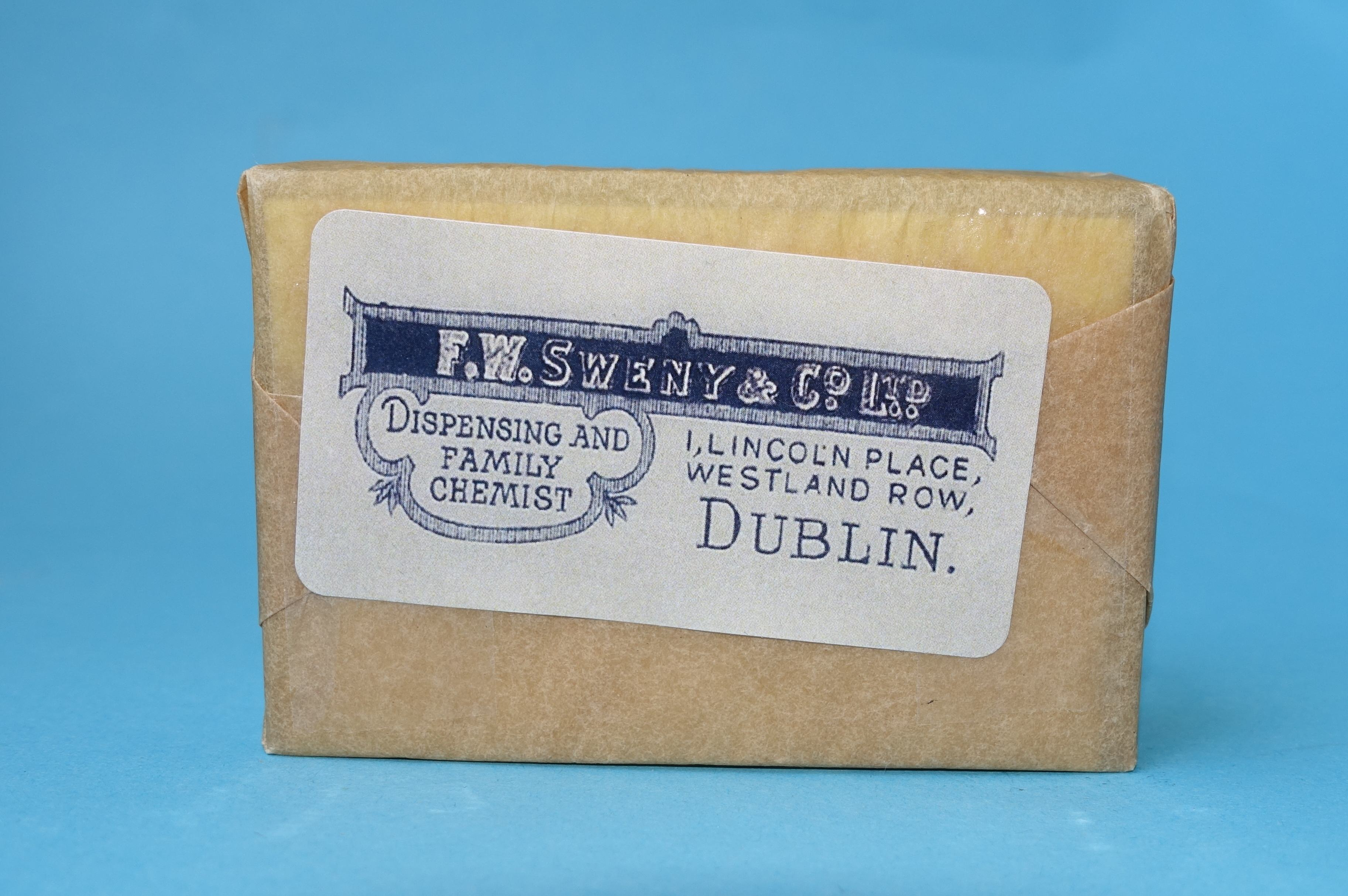
Zitronenseife aus Sweny's Pharmacy in Dublin

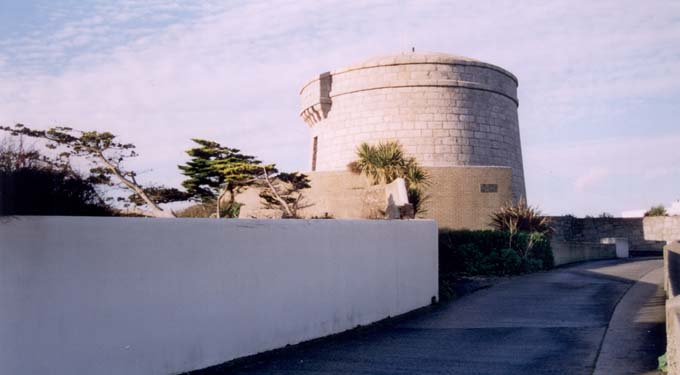
„Martello“-Tower in Sandycove (Irland)

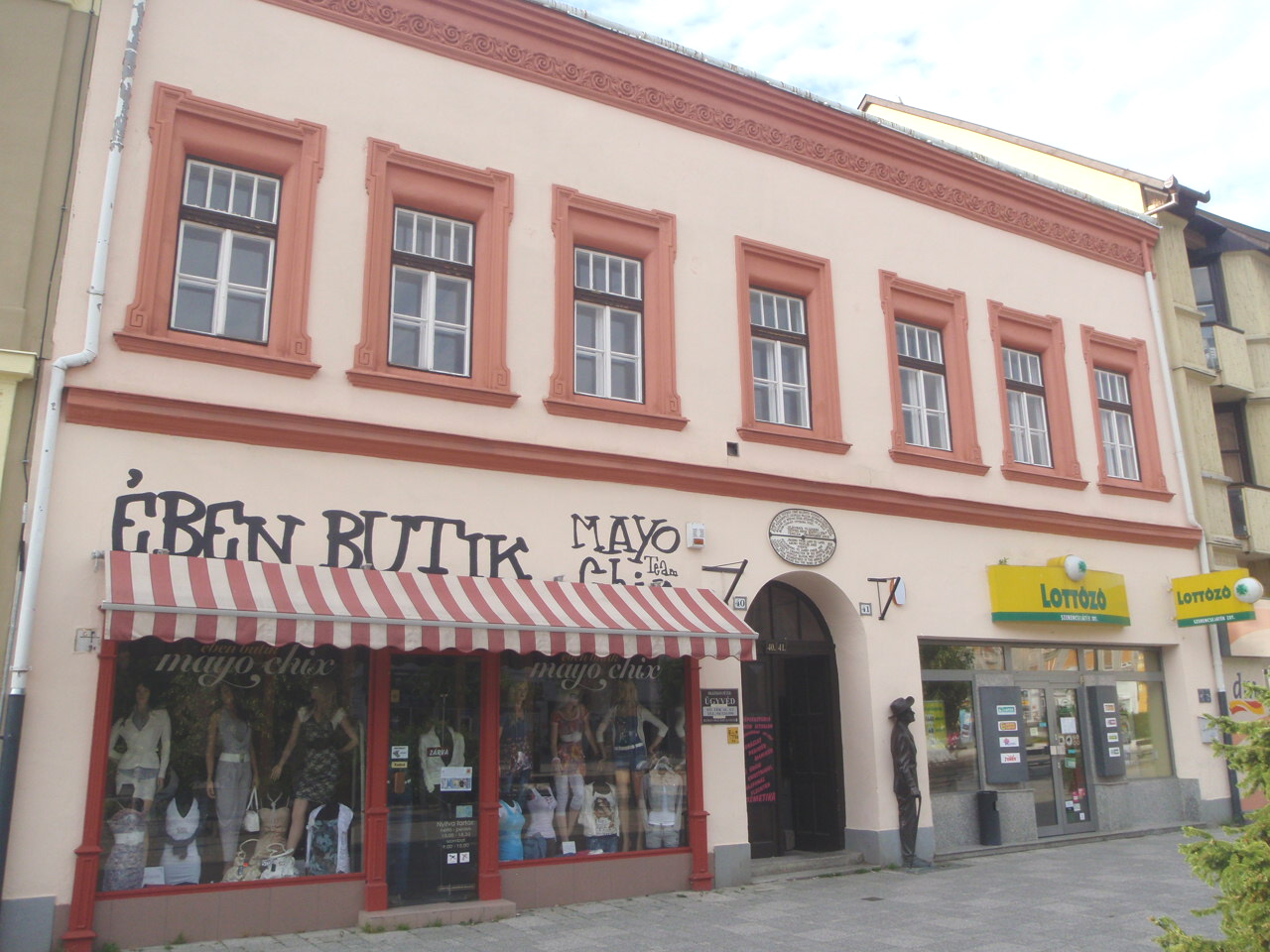
Hauptplatz von Szombathely, Wohnhaus von Leopold Blooms Vater Rudolf Virag

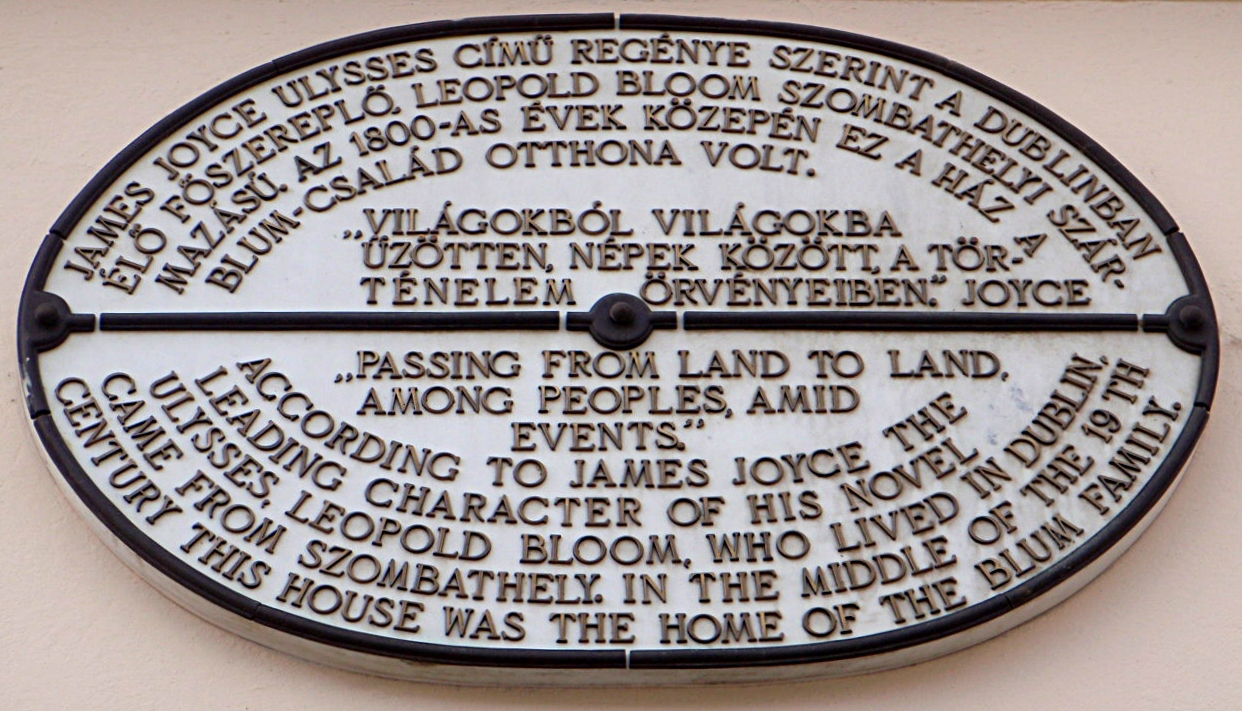
Tafel an der Wand des Hauses, in dem Mitte des 19. Jahrhunderts eine Familie Blum lebte

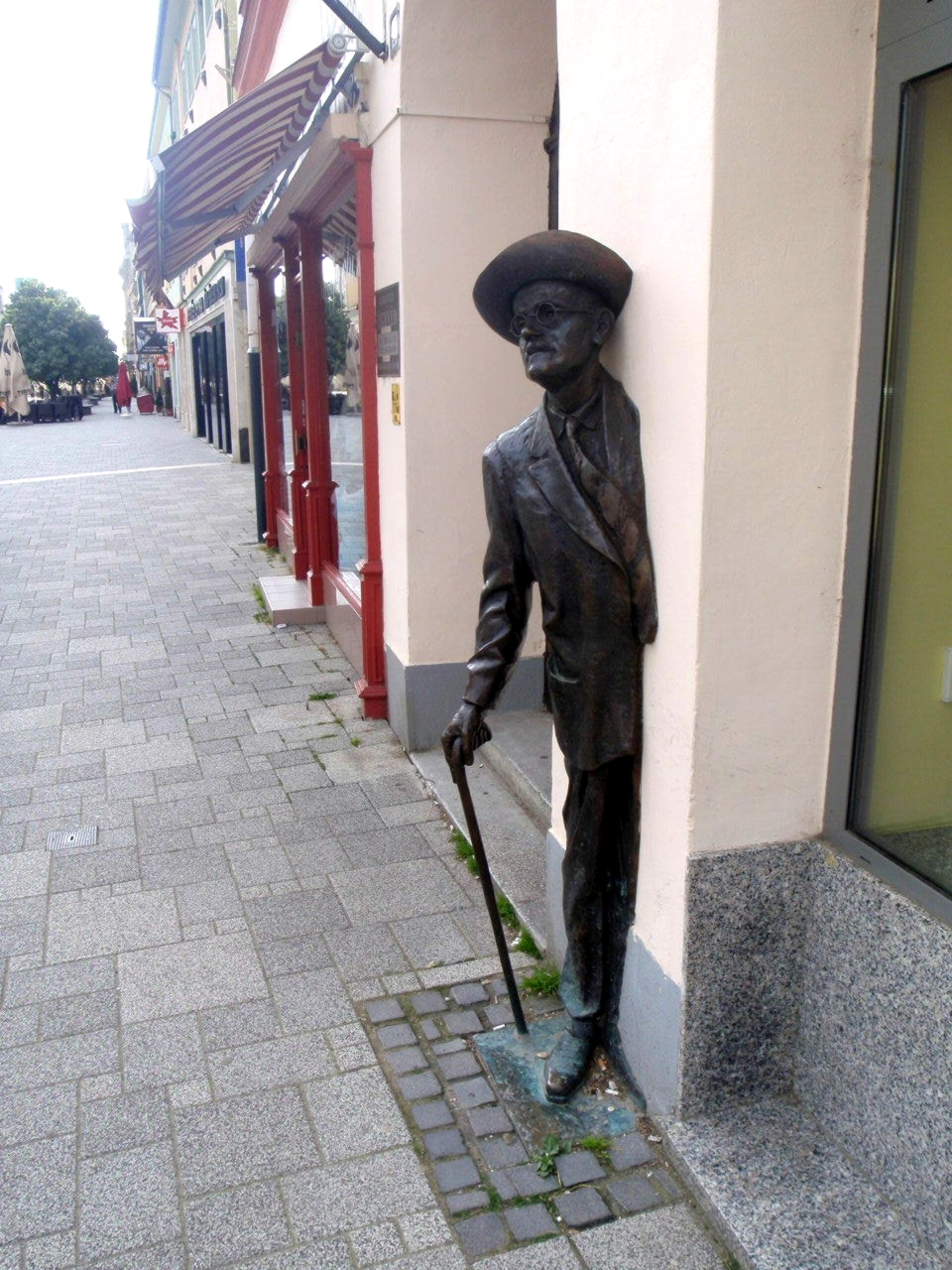
Statue von James Joyce in Szombathely

Der erste offizielle Bloomsday fand am 16. Juni 1954 statt: Eine kleine Gruppe von Schriftstellern versammelte sich zu einem Ausflug zum Martello-Turm nach Sandymount. Mit dabei waren Patrick Kavanagh, der Dichter John Ryan und Flann O’Brien.
Seitdem werden in Dublin jährlich Veranstaltungen zu Ehren von Joyce sowie seines Romans und dessen Figuren organisiert. Nicht selten arten diese in eine Sauftour aus.
Eine Kneipentour gehörte bereits bei der ersten öffentlichen Bloomsday-Feier der Literaturgeschichte – am 16. Juni 1929 – dazu: Joyce hatte in der Nähe von Paris ein Hotel Leopold entdeckt und lud seine Familie, seine Verlegerin Sylvia Beach und einige befreundete Schriftsteller, darunter Samuel Beckett, dorthin zu einem „déjeuner Ulysses“ ein. David Norris berichtet:

„Auf dem Rückweg nach Paris […] bestanden Joyce und Beckett darauf, an jeder Kneipe anzuhalten, um noch mehr Wein zu trinken. Irgendwann wurde es dem Kutscher, der die Gesellschaft begleitete, zu bunt. Er fuhr los und ließ den völlig betrunkenen Beckett in einer Kneipentoilette zurück, von der dieser erst am nächsten Tag wieder nach Paris zurückgelangte.“

## Der Bloomsday heute
Wenngleich der Bloomsday kein gesetzlicher Feiertag in Irland ist, ist er doch in englischsprachigen Kalendern inzwischen gleichwertig neben dem Saint Patrick’s Day verzeichnet. Er ist der weltweit einzige Feiertag, der einem Roman gewidmet ist.
Der Bloomsday erhöht die Anziehungskraft der Stadt Dublin erheblich: Er gehört zu den größten Touristenattraktionen der Stadt. Im Jahr 2004 fanden in Dublin aus Anlass des hundertsten Jahrestages unter dem Motto „ReJoyce Dublin 2004“ vom 1. April bis 31. August fünf Monate währende Festlichkeiten statt.
Am Bloomsday selbst und das Jahr hindurch werden in Dublin geführte Wanderungen auf den Spuren der Ulysses-Helden angeboten. Dabei divergieren die Touren:

„Das hängt davon ab, wer ihr Lieblingscharakter im Ulysses ist. Wenn sie eher ein Fan von Stephen Dedalus sind, dann beginnen sie ihren Tag am besten draußen in Sandymount am Joyce Tower und bewegen sich dann langsam zu den Kneipen in Richtung Innenstadt. Sind sie dagegen ein Fan von Leopold Bloom, dann beginnen sie in der Stadt, machen einen Ausflug auf den Glasnevin-Friedhof, besuchen dann die Nationalbibliothek und das Ormond Hotel und zum Schluss gibt’s natürlich Musik und noch einen Drink in Davy Byrnes Pub.“

In den Straßenbelag der Stadt sind Bronzeplaketten eingelassen, die auf die jeweiligen Orte hinweisen. Manche Fans tragen Kostüme aus König Edwards Zeiten. Dunkle Kleidung und ein „Qualitätshu“ (nicht: „Qualitätshut“; Bloom trägt einen „Hu“, weil das „t“ der Aufschrift im Lederband schon abgerieben ist) sind dem Anlass jedoch ebenfalls angemessen.
Manche begehen den Bloomsday auch, indem sie irische Volkslieder, die in dem Roman Ulysses vorkommen, singen.

## Klassische Elemente eines Bloomsday in Dublin
- Ausgangspunkt: Eccles Street Nr. 7, Blooms Wohnhaus im Norden Dublins (das Haus wurde abgerissen, die Original-Haustür findet sich im James-Joyce-Centre, einige Häuser weiter).
- Ulysses am Joyce Tower lesen (Sandycove)
- ein Bad am Forty Foot nehmen (auch Sandycove)
- ein Gorgonzolabrot und ein Glas Burgunder bei Davy Byrne’s (21, Duke Street, Nähe Grafton Street) zu sich nehmen.
- Zitronenseife bei Sweny’s in Lincoln Place kaufen (für die Hosentasche). Bei dieser Gelegenheit die Petition zum Erhalt des Gebäudes unterzeichnen.
- Eine (leicht angebrannte) in Butter gebratene Schweineniere zum Frühstück essen.
- sich am Strand von Sandymount unanständigen Dingen hingeben
- Endpunkt: Custom House an der Liffey.

## Trivia
- Die Lieder "Breathe" von U2 und "Bloomsday" von Fontaines D. C. spielen auf den Gedenktag an.